# Zachary Smith
El Dr. Zachary Smith es un personaje de la serie de televisión Perdidos en el espacio interpretado por Jonathan Harris y por Gary Oldman en la adaptación fílmica. Cumplía el rol del “villano” de la serie, aunque finalmente se transformó en un elemento cómico. 
Para la serie remake planeada por Netflix estrenada en 2018, al personaje se convirtió en femenino para evitar la asociación que tendría con la icónica interpretación de Harris. La actriz Parker Posey interpreta a June Harris alias Dra. Smith.

## Serie original
Zachary Smith nació el 6 de noviembre de 1945 en Manhattan, Nueva York hasta la muerte de sus padres en un accidente de barco, tras lo cual fue a vivir a Marietta, Georgia con su tía Maude, su tío Tadeo y su primo Jeremías. Su tía lo crio muy estrictamente obligándolo a dejar de lado su acostumbrada holgazanería. Su tío Tadeo era un hombre excéntrico y supersticioso que fue mala influencia para Zachary y su primo.
Smith estudió en la Universidad de Oxford donde se graduó en psicología militar con honores (aunque luego se descubre que lo hizo mediante trampas) y aprovechó para recorrer Europa donde fue contactado y enrolado como espía por una potencia enemiga de Estados Unidos (o quizás por una raza extraterrestre), se unió al ejército de Estados Unidos obteniendo el grado de coronel y sirviendo en diversas bases militares y siendo parte integral del proyecto de inteligencia artificial que creó al Robot. Como parte de los Cuerpos Espaciales del Ejército de Estados Unidos se convirtió en uno de los únicos tres especialistas en todo el mundo en psicología espacial, la rama de la psicología que estudiaba los problemas emocionales y mentales de los viajeros espaciales y futuros colonos interplanetarios. Aunque no tenía amigos en la base militar, tenía una excelente reputación.
Como agente y espía enemigo, fue él quien saboteó la misión del Júpiter 2 haciendo que la familia Robinson se perdiera en el espacio y nunca llegara a Alfa Centauri, pero quedando atrapado él mismo en la nave. 
A lo largo de la serie, Smith desarrollaría una extraña amistad con Will Robinson, el único miembro de la familia con el que se lleva bien, y junto al Robot conformarían un extraño trío. Si bien al principio Smith era un personaje siniestro, cruel y macabro, conforme avanzó la serie se volvió más patético y cómico. En general, Smith es cobarde, mentiroso, traicionero, vil, holgazán y manipulador.
Su frase favorita y característica era "No temáis, Smith está aquí".